# Fugou
Fugou är ett härad som lyder under Zhoukous stad på prefekturnivå i Henan-provinsen i norra Kina.